# Họ Ngũ liệt
Họ Ngũ liệt hay họ Ngũ mạc (danh pháp khoa học: Pentaphylacaceae) là một họ thực vật hạt kín thuộc bộ Ericales. Định nghĩa của họ này không thống nhất trong các hệ thống phân loại khác nhau. Ít nhất, họ này được công nhận chỉ chứa 1 chi (Pentaphylax) với 1 loài Pentaphylax euryoides (mặc dù một số hệ thống ghi nhận thêm tới 4 loài như P. arborea, P. malayana, P. racemosa và P. spicata). Loài này có tại Việt Nam với tên gọi là ngũ liệt hay ngũ mạc linh. Khi hiểu theo nghĩa rộng, họ này bao gồm cả họ Ternstroemiaceae (hay phân họ Ternstroemioideae trong họ Theaceae).

## Các mối quan hệ cũ
Họ Theaceae thường gộp cả Ternstroemia và các họ hàng gần của nó như là phân họ Ternstroemioideae, chẳng hạn như trong Takhtadjan (1997). Tuy nhiên, Pentaphylacaceae là đủ khác biệt về mặt hình thái từ họ Theaceae. Họ Ngũ liệt có phấn hoa dài 14-28,5 µm (so với 36,5-54,5 µm ở họ Chè), các lõi sợi mạch có ranh giới (không ranh giới ở họ Chè) v.v. Tuy nhiên, cũng lưu ý về các khác biệt trong tỷ lệ của rễ mầm: các lá mầm trong phôi (rễ mầm dài ở Pentaphylacaceae, ngắn ở Theaceae) là không có ranh giới rõ ràng khi trộn lẫn cả Pentaphylax và Sladeniaceae vào. Lưu ý rằng tên gọi Pentaphylacaceae được bảo lưu. Vị trí của Pentaphylacaceae trong bộ Ericales dường như là hợp lý khi xét theo quan điểm hình thái tổng thể. Bao phấn của chúng cực kỳ giống như ở họ Diapensiaceae (cũng trong bộ Ericales), trong khi Pentaphylax và Theaceae s.l. nói chung là tương tự. Hạt của nó thuộc kiểu thạch nam, và từng có đề xuất cho rằng Pentaphylacaceae có liên quan gần với Balsaminaceae v.v, cũng nằm trong bộ Ericales. Wei và ctv. (1999) so sánh phấn hoa của Pentaphylax với phấn hoa của Clematoclethra (họ Actinidiaceae) - cũng là thành viên của bộ Ericales - và thấy rằng chúng giống nhau. Ngược lại, Pentaphylacaceae được coi là gắn liền với Cardiopteridaceae và Gonocaryum trong Savolainen và ctv. (2000); trong đó họ và chi vừa đề cập gắn chặt với bộ Aquifoliales trong phân tích 3 gen. Tuy nhiên, gần đây Pentaphylax đã được đặt như là nhóm chị em với Ternstroemiaceae s. str..

## Đặc điểm
Các đơn vị phân loại trong họ Pentaphylacaceae là cây bụi hay cây gỗ nhỏ. Chúng có lá đơn bóng như da, mọc so le, thường xếp thành 2 hàng, có cuống. Mép lá khía, gợn sóng hay nguyên. Thường không có lá kèm.
Hoa thường đơn độc trong nách lá, hiếm thấy ở đầu cành hoặc ở bên. Các hoa đơn tính hay lưỡng tính, đối xứng xuyên tâm và chủ yếu là mẫu 5 với bao hoa kép. Nếu là hoa đơn tính thì thuộc loại đơn tính khác gốc hay có hoa đơn tính cùng hoa đực trên cùng một cây. Năm lá đài rời. Năm cánh hoa rời thường có màu hơi xanh hay hơi vàng, nhưng ở chi Balthasaria là màu đỏ cam. Có từ 5 tới 30 nhị rời. Chỉ nhị ngắn và bao phấn dài. Lá noãn ở tông Frezierieae là 3 còn các tông khác là 5. Bộ nhụy dạng quả tụ, chủ yếu với bầu nhụy thượng.
Quả thường là quả mọng hay quả hạch, đôi khi là quả nang với các hạt có cánh. Phôi mầm cong hình chữ U.

## Các chi
Tuy nhiên, hệ thống APG III năm 2009 công nhận họ này theo nghĩa rộng, chứa khoảng 12 chi và 337 loài cây tích lũy nhôm, chia ra làm 3 nhóm, mà GRIN gọi là 3 tông như sau:
- Tông Frezierieae: 9 chi, 233-366 loài. Các chi đa dạng nhất là Adinandra (80-106 loài), Eurya (75-155 loài), Freziera (57-74 loài). Phân bố tại Đông Nam Á tới Malesia, Hawaii, Trung tới Nam Mỹ, Đông Phi (chi Balthasaria) và Tây Phi (chi Adinandra), và Canaries (chi Visnea).
  - Adinandra: Khoảng 106 loài dương đồng, súm, xúm, hồng đạm. Tại Việt Nam có 14 loài.
  - Archboldiodendron: 1 loài (Archboldiodendron calosericeum) ở New Guinea.
  - Balthasaria (bao gồm cả Balthazaria, Melchiora): 2 loài tại miền trung châu Phi.
  - Cleyera (bao gồm cả Sakakia, Tristylium): Khoảng 24 loài hồng đạm ở Trung Mỹ và Đông Á, trong đó 16 loài tại vùng Tân nhiệt đới.
  - Euryodendron: Trư huyết mộc (Euryodendron excelsum ở Quảng Đông và Quảng Tây, Trung Quốc[12]). Chi này trước đây từng đặt trong họ Chè (Theaceae) hay trong họ Ternstroemiaceae.
  - Eurya (bao gồm cả Pseudoeurya, Ternstroemiopsis): Khoảng 155 loài súm, chơn, linh. Tại Việt Nam có 26 loài.
  - Freziera (bao gồm cả Killipiodendron, Patascoya): 74 loài ở khu vực từ Mexico tới miền bắc Nam Mỹ.
  - Symplococarpon: Khoảng 2 loài tại vùng Tân nhiệt đới.
  - Visnea (bao gồm cả Vismea): 1 loài Visnea mocanera tại quần đảo Madeira và quần đảo Canary.
- Tông Ternstroemieae: 2 chi và khoảng 103-163 loài, trong đó chi Ternstroemia chứa khoảng 100-160 loài. Phân bố tại vùng nhiệt đới, đặc biệt là Malesia và Trung tới Nam Mỹ. Đồng nghĩa: Ternstroemiaceae Candolle.
  - Anneslea (bao gồm cả Paranneslea): Khoảng 4 loài lương xương, luống xương, chè béo, trà lê. Tại Việt Nam có 3 loài (Anneslea donnaiensis, Anneslea fragrans, Anneslea paradoxa).
  - Ternstroemia (bao gồm cả Adinandrella, Amphania, Dupinia, Erythrochiton, Hoferia, Llanosia, Reinwardtia, Taonabo, Tonabea, Voelckeria): 159 loài huỳnh nương, quản, giang, chè hồi, hậu bì hương. Tại Việt Nam có 7 loài.
- Tông Pentaphylaceae: 1 chi, 1 loài (Pentaphylax euryoides). Có tại khu vực từ Quảng Đông và Hải Nam tới Sumatra nhưng thưa thớt.
  - Pentaphylax: ngũ liệt, ngũ linh, ngũ liệt mộc, ngũ mạc. Loài này cũng có tại Việt Nam.